# Skanör med Falsterbo
Skanör med Falsterbo je grad u južnoj Švedskoj u sastavu županije Skåne i općine Vellinge. Med Skanör Falsterbo je grad i ekonomski centar dva manja gradića Skanöra i Falsterboa.

## Zemljopis
Grad se nalazi na poluotoku Falsterbonäset, 30 km od Malma.

## Stanovništvo
Prema podacima o broju stanovnika iz 2005. godine u gradu živi 6.861 stanovnik.

## Vanjske poveznice
- Informacije o gradu

### Ostali projekti
|  | Zajednički poslužitelj ima još gradiva o temi Skanör med Falsterbo |